# Zoheïr Bermati
Zoheïr Bermati est un footballeur algérien né le 3 août 1976 à Oran. Il jouait au poste d'attaquant.

## Biographie
Il évolue en Division 1 avec les clubs du MC Oran et du CA Batna.
De 2002 à 2005, il joue 47 matchs en première division algérienne avec l'équipe d'Oran, inscrivant quatre buts.
Lors de la saison 2004-2005, ses performances en première division sont jugées "mauvaises", ce qui déclenche l'hostilité des supporters. Il est même proche d'en venir aux mains avec l'un d'eux.

## Palmarès
- Accession en Ligue 2 en 1996 avec le SCM Oran.